# Foxwoods Resort Casino
Foxwoods Resort Casino ist ein Hotel-Casino in Ledyard, Connecticut auf dem Land der Mashantucket Pequot Indian Reservation. Das Resort umfasst eine Fläche von 840.000 m² (9.000.000 sqft) und besitzt 6 Casinos. Dort gibt es mehr als 380 Spieltische für Blackjack, Craps, Roulette und Poker, sowie mehr als 6.300 slot machines. In den Casinos gibt es zahlreiche Restaurants, unter anderem ein Hard Rock Cafe. Foxwoods hat 2.266 Hotelzimmer und einen zweistöckigen Kinder- und Jugendbereich. Zeitweilig war es das zweitgrößte Casino in den Vereinigten Staaten nach dem WinStar World Casino in Oklahoma.
Die wirtschaftliche Rezession, die 2007 begann, führte zu schweren Einbußen und 2012 waren sowohl Foxwoods als auch das nahegelegene Mohegan Sun tief verschuldet.

## Geschichte
Foxwoods wurde 1986 als Bingo-Hall gegründet. Das Casino wurde von Lim Goh Tong finanziert, einem chinesischen Malaysier, der das einzige legale Casino in Malaysia betrieb. Lim verstarb im Oktober 2007.
1992 führte der Mashantucket Pequot Tribe als Eigentümer Spieltische ein und 1993 Spielautomaten. G. Michael Brown wurde Chairman (Leiter) des Casinos. Ein Poker Room und ein High-limit Spielbereich mit 30 Tischen wurde 1995 ergänzt. Das Casino wurde 1996 fertig gestellt und 1997 wurde der erste Großbau, der deluxe Grand Pequot Tower, eröffnet, während der zweite 2008 als MGM Grand eröffnet wurde; 2013 wurde er umbenannt in Fox Tower.
2007 wurde eine Vereinbarung mit dem Staat Connecticut geschlossen, dass das Casino 25 % der Einnahmen an den Staat bezahlt, eine Summe, die sich auf fast $200 Mio. pro Jahr beläuft. Bis Ende des Finanzjahres 2008 (Juni) hatten die 6.300 Spielautomaten von Foxwoods bereits mehr als $9.1 miard eingespielt.
2015 wurde zusätzlich ein Einkaufszentrum, die Tanger Outlet Mall zwischen den beiden Hoteltürmen eröffnet, wo 85 Läden Luxuswaren feil bieten.
Foxwoods ist kein komplett rauchfreies Casino, aber in letzter Zeit wurden zahlreiche Bereiche als Nichtraucherbereiche deklariert und spezielle Raucherbereiche abgetrennt. Der Poker Room ist Nichtraucherbereich.

### Gewerkschaftsbildung der Angestellten
Nachdem einige Angestellte eine Website eingerichtet hatten, die sich mit Arbeitsbedingungen und Schwierigkeiten der Angestellten beschäftigte, trat eine kleine Gruppe von Casino-Angestellten an verschiedene Gewerkschaften heran um eine Organisation der Mitarbeiter zu erreichen. Sie entschieden sich im Juni 2007 für eine Zusammenarbeit mit der Gewerkschaft United Auto Workers (UAW) und die UAW half Unterschriften zu sammeln, um die erforderliche Anzahl für Mitglieder einer Gewerkschaft zu erreichen. Im September 2007 wurde verkündet, dass die erforderliche Zahl von Unterschriften erreicht sei um eine Wahl abhalten zu können. Der Stamm focht dies daraufhin durch die Jurisdiktion des National Labor Relations Board an, mit der Begründung, dass es sich um ein Unternehmen verortet im Native American Reservat handelte. Nach mehreren Anhörungen entschied das National Labor Relations Board zu Gunsten der Gewerkschaft und ordnete eine Gewerkschaftswahl an. Am 24. November 2007 stimmten die Angestellten mit 60 % zu Gunsten einer Gewerkschaftsorganisation.
Foxwoods Casino focht die Ergebnisse erneut an, wurde jedoch durch ein Urteil eines NLRB Administrative Law Judge abgewiesen.
Die Foxwoods Dealers Union bat auch den Staat Connecticut um Verbesserungen der Arbeitsbedingungen. Arbeiter und Gewerkschaftsfunktionäre drängten darauf, ein Rauchverbot in den Casinoräumen von Foxwoods und Mohegan Sun durchzusetzen. Der Mashantucket Tribe war gegen ein komplettes Rauchverbot. Im Mai 2009 konnte jedoch  Gouverneur M. Jodi Rell eine Übereinkunft mit Foxwoods Casino unterzeichnen, worin die Betreiber die Raucherzonen im Casino freiwillig einschränkten.
Am 26. Januar 2010 errangen die Croupiers (dealer) in Foxwoods einen Tarifvertrag mit dem Stamm, wodurch sie die größte Gewerkschaft in einem Casino in den Vereinigten Staaten wurden. Am 7. August 2013 wurde ein neuer Tarifvertrag angekündigt, der den Croupiers rückwirkend und für die Zukunft Lohnerhöhungen, stärkere Beschränkungen auf Rauchwaren und ein Recht auf Mitentscheidung bei der Verteilung von Trinkgeldern einräumt.

## Gebäude
Das Gebäudeensemble entstand im Verlauf mehrerer Bauabschnitte und besteht aus zahlreichen Konstruktionseinheiten. Die Hauptarbeit zwischen 1992 und 2001 wurde von CR Klewin aka Klewin Building Co. ausgeführt und leitender Architekt war JCJ Architecture (früher Jeter, Cook & Jepson) aus Hartford, Connecticut. Planung und Konzeptdesign stammen von New England Design Inc. und Nick606 Inc. Spätere Baumaßnahmen wurden von Shawmut Design & Construction, Perini Building Co., AZ Corporation und anderen ausgeführt.

### Fox Tower

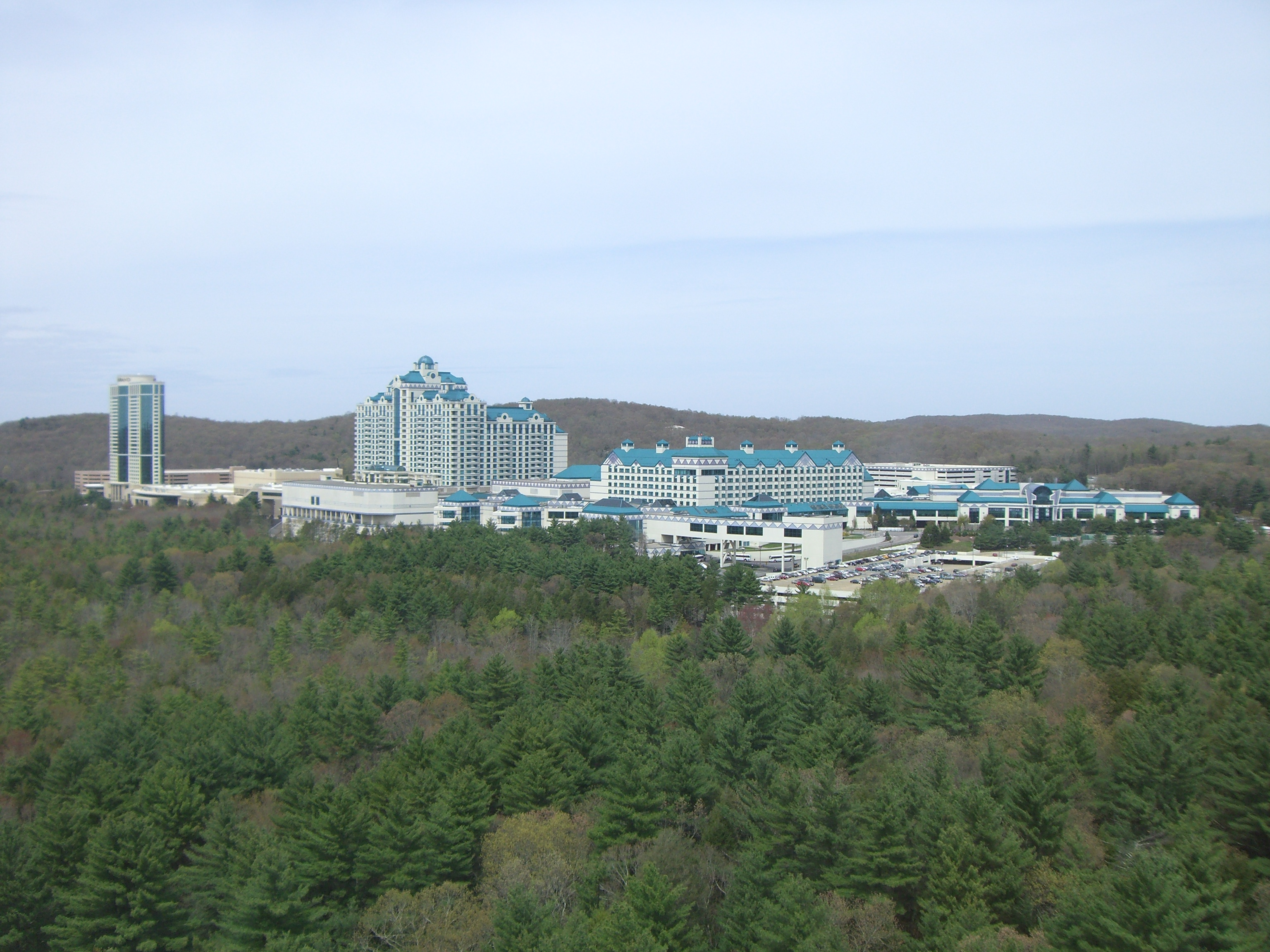
Foxwoods Resort, 2009

Der Bau begann im November 2005. Er sollte eine Erweiterung im Umgang von $700 Mio. werden. Am 25. April 2006 verkündete Foxwoods, dass sie den Markennamen des MGM Grand Hotel leasen würden und, dass MGM Resorts International (MGM Mirage) als Partner in dem Projekt zeichnet. Das MGM Grand at Foxwoods eröffnete am 17. Mai 2008. Es ist ein separates Gebäude aber durch einen Verbindungsgang mit dem Foxwoods Resort verbunden. Ende des Jahres 2013 trennte sich MGM wieder von Foxwoods. Der neue Name für das Gebäude ist The Fox Tower. Zu den Einrichtungen gehören 53 Spieltische, 1.400 Spielautomaten, 825 Hotelzimmer, ein Auditorium mit 4.000 Plätzen, 4 Restaurants und 4 Retail Outlets.

## Spielangebote
Die Casinos bieten zahlreiche Glücksspiele an:
- „big table“ Baccarat (Punto Banco style) und „Mini-Baccarat“
- Bingo in einer Bingo Hall mit bis zu 5000 Spielern.
- Black Jack mit 6 oder 8 Kartendecks (außerdem die Varianten Spanish 21 und „Dollar blackjack“)
- Craps
- Keno
- Money Wheel im Rainmaker Casino
- Pai gow (in der Asian gaming Section des Rainmaker Casino)
- Sic Bo
- Tischvarianten des Poker: Caribbean Stud Poker, Casino war, Crazy 4 Poker, High Five Poker, Let It Ride, Pai Gow Poker, Texas Hold’Em Bonus und Three card poker.
- Roulette
- Spielautomaten
- Eine Sportwetten-Anlage mit einem Café ist ebenfalls vorhanden. Wetten zu Jai Alai oder zu Kombinationen von 60 Rennbahnen mit Windhundrennen und Pferderennen werden angeboten. Rennen werden auf 50 ft (15 m) großen Hochauflösenden Bildschirmen projiziert.

### Poker (WPT World Poker Room)
Der WPT World Poker Room befindet sich unterhalb des Rainmaker Casinos. Dort werden Pokerspiele mit unterschiedlich hohen Einsätzen angeboten, inklusive Limit- und No-limit-Varianten (Texas Hold’em, Omaha Hold’em, Seven Card Stud).
Im März 2006 wurde der Poker Room erweitert. Nun gibt es 114 anstatt 76 Spieltische und damit ist es der größte Poker Room außerhalb von Kalifornien und der drittgrößte Poker Room in der Welt nach dem Commerce Casino und dem Bicycle Casino.

### Sportveranstaltungen
Seit 2014 wurden drei große Mixed-Martial-Arts-Veranstaltungen in Foxwoods abgehalten: UFC Fight Night: Jacaré vs. Mousasi, World Series of Fighting 20: Branch vs. McElligott und World Series of Fighting 24: Fitch vs. Okami.